# Kick-Ass (film)
Kick-Ass è un film del 2010 diretto da Matthew Vaughn.
La pellicola è l'adattamento cinematografico dell'omonimo fumetto ideato da Mark Millar e disegnato da John Romita Jr.. La pellicola è interpretata da Aaron Taylor-Johnson, Chloë Grace Moretz, Nicolas Cage, Lyndsy Fonseca, Christopher Mintz-Plasse e Mark Strong e tra i produttori figurano Brad Pitt, Vaughn e lo stesso creatore del fumetto Millar. Si tratta del secondo lungometraggio tratto da una serie pubblicata per l'etichetta Millarworld. Il primo è stato Wanted - Scegli il tuo destino del 2008, basato sulla miniserie Wanted, sempre creata da Millar.
Nel 2013 è uscito il sequel, Kick-Ass 2, diretto da Jeff Wadlow.

## Trama
Dave Lizewski è un anonimo studente di liceo, senza alcun particolare talento o caratteristica, eccezion fatta per una grande passione per i fumetti di supereroi. Domandandosi perché non esista nessun supereroe nella vita reale, pur non avendo alcuna preparazione decide di provare a diventarlo nella sua pericolosa città, New York. Acquista una buffa tuta verde su eBay e, armato con due manganelli, va a combattere il crimine con il nome di Kick-Ass. La sua prima uscita ufficiale non si rivela molto fortunata: dapprima subisce una coltellata nello stomaco da un teppista, per poi essere investito da un'auto.
All'ospedale i medici gli inseriscono delle placche metalliche su tutte le ossa fratturate del corpo. Decide così di tornare a fare il supereroe e, più per caso che per abilità, riesce a salvare un uomo inseguito da una banda di teppisti. La scena viene ripresa e caricata su YouTube, e Kick-Ass diventa subito un fenomeno mediatico. Quando Dave viene a sapere che Katie, la ragazza di cui è innamorato, è tormentata da uno spacciatore di droga chiamato Rasul, nelle vesti di Kick-Ass va a casa di Rasul ad intimargli di lasciarla perdere. La situazione però degenera, la feroce gang lo cattura e sta per ucciderlo. Improvvisamente, una ragazzina dal costume da supereroe viola irrompe in sala, massacra Rasul e tutta la gang, e salva Kick-Ass. La ragazzina è Hit-Girl, divenuta anche lei una supereroina nella vita reale insieme al padre, Big Daddy, uno strambo figuro dal costume nero simile a Batman.
Big Daddy è in realtà Damon Macready, un ex-poliziotto appassionato di armi, la cui vita è stata distrutta dal potente boss mafioso Frank D'Amico e che, volendo vendicarsi di lui, ha allevato sua figlia Mindy come un'invincibile guerriera, rendendola la sua spalla Hit-Girl. Nel frattempo Frank D'Amico, convinto che i suoi uomini siano stati eliminati da Kick-Ass, ordina ai suoi scagnozzi di ucciderlo. Visto che nessuno conosce l'identità di Kick-Ass si fa avanti suo figlio Chris, che propone un piano più ingegnoso: diventare anch'esso un supereroe nella vita reale, di nome Red Mist, fare amicizia con Kick-Ass ed attirarlo in trappola. Frank acconsente ed il piano sembra funzionare, ma all'ultimo momento interviene Big Daddy, che uccide gli uomini di Frank e appicca un incendio nella fabbrica.
Dave decide di rivelare a Katie di essere Kick-Ass, di non essere gay come lui le aveva fatto credere, e di abbandonare per sempre il costume di Kick-Ass. Contattato però da Chris/Red Mist, che in realtà sta cercando il rifugio segreto di Big Daddy e Hit-Girl (ormai identificati dal boss come i veri autori dei massacri), Dave casca nel tranello e lo conduce nel covo dei due vendicatori mascherati. Red Mist spara ad Hit-Girl facendola precipitare dalla finestra, mentre Kick-Ass e Big Daddy sono catturati e portati al quartier generale della gang. Intanto la guardia del corpo di Frank ruba un bazooka di Big Daddy.
Kick-Ass e Big Daddy subiscono in diretta streaming un brutale pestaggio, sotto gli occhi di milioni di utenti, e stanno per essere bruciati vivi. Hit-Girl, sopravvissuta grazie al giubbotto antiproiettile, tenta un disperato salvataggio. Durante la battaglia un mafioso appicca il fuoco: Hit-Girl sgomina l'intera banda ma, mentre Dave se la cava con qualche contusione, il padre muore per le ustioni, riuscendo a dare un ultimo commovente addio alla figlia.
Kick-Ass decide allora di aiutare Hit-Girl a sconfiggere Frank D'Amico: i due pianificano un attacco al palazzo del boss. Hit-Girl massacra quasi tutti gli uomini di D'Amico ma, durante la battaglia nell'attico, finisce i proiettili, così la guardia del corpo di Frank decide di ucciderla con il bazooka. Quando tutto sembra ormai perduto Kick-Ass, a bordo di un potente jet pack, stermina i sicari rimasti al piano superiore. Hit-Girl e Kick-Ass combattono contro D'Amico e Red Mist: mentre Kick-Ass e Red Mist si mettono K.O. a vicenda, Hit-Girl, dopo un violento corpo a corpo, viene sopraffatta dal boss, esperto di arti marziali. Provvidenzialmente arriva in suo aiuto Kick-Ass, ripresosi dal combattimento, che spara a D'Amico con lo stesso bazooka, facendolo esplodere fuori dal palazzo. Anche Red Mist si riprende e si arma di una katana ma è troppo tardi: i due eroi fuggono dall'attico col jet pack, sotto i suoi occhi. Kick-ass e Hit-Girl atterrano su un palazzo per poi togliersi le rispettive maschere e presentarsi, stringendo una grande alleanza.
Ritornato alla normalità, Dave si mette insieme a Katie mentre Mindy viene affidata alla tutela di Marcus, un  poliziotto ex-collega di suo padre, e riprende gli studi iscrivendosi alla scuola di Dave; Chris D'Amico tuttavia inizia a tramare vendetta contro i due vigilantes per vendicare la morte del padre.

## Produzione
Nel 2008 fu annunciato che il fumetto Kick-Ass di Mark Millar sarebbe stato trasposto per il grande schermo. Il film è stato realizzato dalla Marv Films di Matthew Vaughn. Vaughn si è incaricato anche della regia e insieme a Jane Goldman della sceneggiatura. Il fumettista John Romita Jr. ha lavorato ad alcune sequenze animate presenti sotto forma di flashback tratte direttamente dal fumetto, confermando la differenza nel finale della storia tra film e fumetto.

### Cast

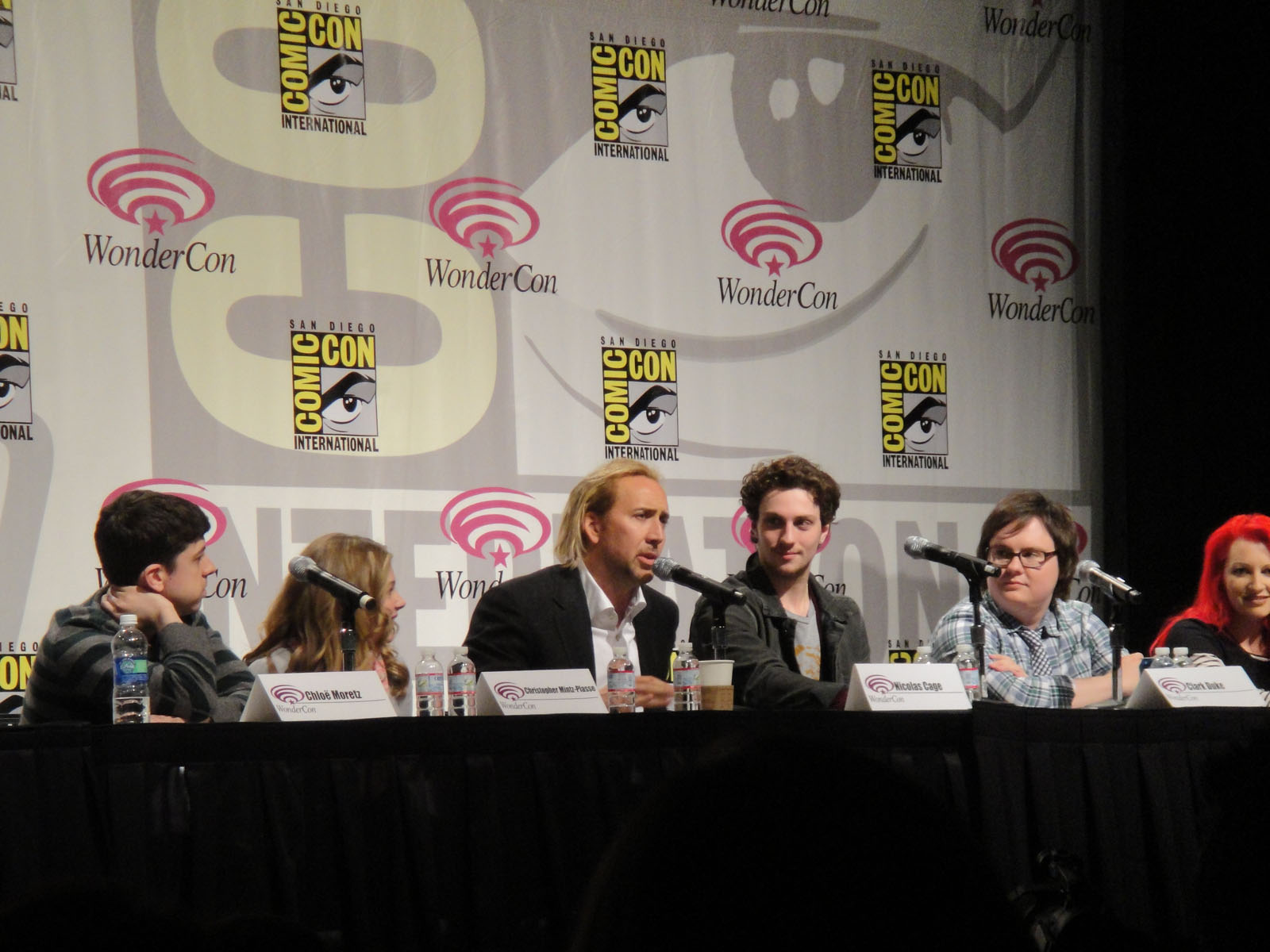
Il cast al WonderCon 2010.

- Aaron Johnson è Dave Lizewski/Kick Ass. Per questo ruolo aveva fatto precedentemente un'audizione Christopher Mintz-Plasse. Johnson ha definito il suo personaggio: «Un ragazzo che ha il coraggio di andare là fuori e fare qualcosa di diverso».[5]
- Nicolas Cage è Damon Macready/Big Daddy. Per questo ruolo erano stati presi in considerazione anche Mark Wahlberg e Daniel Craig.
- Chloë Grace Moretz è Mindy Macready/Hit-Girl.
- Christopher Mintz-Plasse è Chris D'Amico/Red Mist, nemesi di Kick-Ass.
- Mark Strong è il signore della droga Frank D'Amico.

## Colonna sonora
La colonna sonora del film, intitolata Kick-Ass: Music from the Motion Picture, è stata pubblicata originariamente il 29 marzo 2010 dalla Polydor Records.

### Tracce
1. The Prodigy – Stand Up – 5:08
2. Mika vs. RedOne – Kick Ass (We Are Young) – 3:11
3. Primal Scream – Can't Go Back – 3:46
4. The Little Ones – There's a Pot Brewin' – 3:13
5. The Prodigy – Omen – 3:54
6. The Pretty Reckless – Make Me Wanna Die – 3:55
7. The Dickies – Banana Splits (Kick-Ass Film Version) – 2:04
8. Ellie Goulding – Starry Eyed – 2:57
9. Sparks – This Town Ain't Big Enough For The Both Of Us – 3:03
10. New York Dolls – We're All In Love – 4:50
11. Zongamin – Bongo Song – 5:00
12. John Murphy – Adagio In D Minore – 4:30
13. Ennio Morricone – Per qualche dollaro in più (For a Few Dollars More) – 2:53
14. The Hit-Girls – Bad Reputation – 2:56
15. Elvis Presley – An American Trilogy – 4:31

## Promozione
Le prime immagini promozionali del film sono state presentate all'edizione 2009 del Comic-Con.

## Distribuzione

### Data di uscita
Il film è uscito nelle sale britanniche a partire dal 26 marzo 2010, in quelle statunitensi dal 16 aprile e in quelle italiane dal 1º aprile 2011.

### In Italia
In Italia il film è rimasto senza una distribuzione per quasi un anno, a causa degli elevati costi per la vendita dei diritti imposti dai produttori e anche per alcune controversie per la presenza nel film di scene di violenza che coinvolgono dei minori e che hanno fatto paventare la possibilità, da parte della commissione di censura, di vietare il film ai minori di 18 anni. A fine 2010, Eagle Pictures ha annunciato l'acquisizione dei diritti per la distribuzione italiana, e il 14 dicembre ha pubblicato il primo trailer italiano del film, fissando inizialmente la data di uscita per il 25 febbraio, per poi successivamente posticiparlo al 1º aprile.
Il trailer ha ricevuto diverse critiche da parte dei fan per via del doppiaggio che presenta alcuni dialoghi edulcorati rispetto all'originale; in seguito a queste critiche, Eagle Pictures ha rilasciato un comunicato in cui ha assicurato che il film sarebbe stato proiettato nelle sale senza alcuna censura. A fine marzo 2011 è stato diffuso il secondo trailer italiano, questa volta senza censure, e la commissione di censura cinematografica ha vietato il film ai minori di 14 anni per violenza e linguaggio scurrile.

## Accoglienza

### Incassi
Gli incassi mondiali del film ammontano a 96 188 903 $, a fronte di un budget stimato di 65 000 000 $.

### Critica
Il film ha suscitato diverse polemiche relative al linguaggio scurrile e alle scene di forte violenza; ciononostante la pellicola è stata molto apprezzata dal pubblico e dalla maggioranza dei critici.
Sull'Internet Movie Database il film ha una media voto di 7,6/10, mentre su Rotten Tomatoes la percentuale di recensioni positive sulla base di 265 giudizi è del 78%, con un voto medio di 7.2 su 10. La rivista Empire ha dato al film il voto di 5 stelle su 5 definendolo: «Una esageratamente intrattenitiva, ritmicamente perfetta e ultraviolenta furia cinematografica che colpisce i posti che gli altri film faticano a raggiungere».

## Riconoscimenti
- MTV Movie Awards 2011: miglior performance rivelazione (Chloë Grace Moretz) e miglior superduro (Chloë Grace Moretz)
- Empire Awards: miglior debutto (Chloë Grace Moretz) e miglior film britannico

## Differenze dal fumetto
- Nel fumetto la prima missione di Kick-Ass è per conto di una ragazza sconosciuta (la quale casualmente si fidanzerà con il padre di Dave), mentre nel film la stessa missione è per conto di Katie.
- Il cognome del boss e di Red Mist nel fumetto è Genovese, mentre nel film è D'Amico. Il nome potrebbe essere stato cambiato affinché non ci fosse nessun riferimento alla reale famiglia Genovese di New York facente parte di Cosa nostra statunitense.
- Nel film il boss D'Amico uccide uno che impersonava Kick-Ass confondendolo con l'originale, scena non presente nel fumetto.
- Nel fumetto Red Mist e Kick-Ass salvano un gattino da un incendio, nel film il magazzino dove si recano viene dato alle fiamme da Big Daddy.
- Nel fumetto Big Daddy è in realtà un ragioniere divorziato appassionato di fumetti, che racconta di essere un poliziotto rimasto vedovo in cerca di vendetta. Nel film, la sua origine è realmente quella.
- Nel fumetto Hit-Girl alla fine della storia torna dalla madre naturale, nel film va a vivere a casa di un collega poliziotto del padre visto che, a differenza del fumetto, nel film la madre muore dandola alla luce.
- Nel fumetto Big Daddy viene ucciso da un colpo di pistola alla testa, nel film invece gli viene dato fuoco.
- Nel fumetto Hit-Girl utilizza l'"Allarme rosso" (una droga), mentre nel film utilizza la "Kryptonite" (una torcia a luce stroboscopica).
- Nel fumetto Hit-Girl fa una strage con un lanciafiamme, nel film Dave le dà una mano con un jet pack armato di mitragliatrice.
- Nel finale del fumetto Katie e Dave non si mettono assieme ma quest'ultimo viene picchiato dal nuovo fidanzato di lei, mentre nel film i due si fidanzano; nel fumetto, inoltre, Dave non rivela a Katie di essere Kick-Ass come invece fa nel film.

## Citazioni e riferimenti
- Big Daddy, a differenza del fumetto, ha un costume non molto diverso da quello di Batman; oltre al costume anche il suo modo di parlare è ispirato al Batman interpretato da Adam West.
- Al cinema dove vanno Chris e Frank D'Amico proiettano un film chiamato The Spirit 3.
- Quando Dave indossa per la prima volta il costume di Kick-Ass, davanti allo specchio inizia a minacciare sé stesso. È un chiaro riferimento a Taxi Driver, in particolare alla scena di Travis davanti ad uno specchio con la sua nuova pistola.
- Quando Dave Lizewski ragiona dicendo «Da nessun potere non deriva nessuna responsabilità» (in lingua originale «With no power comes no responsibilities»), chiara parodia della tipica frase dell'Uomo Ragno: «Da un grande potere derivano grandi responsabilità» («With great power comes great responsibility»).
- Quando lo scagnozzo di Frank D'Amico, Stu, cerca di utilizzare il bazooka contro Hit-Girl ormai in trappola dice: «Ho sempre sognato di dirlo: fa' un salutino al mio amichetto». Questa frase in lingua originale («Say hello to my little friend») è una citazione del film Scarface interpretato da Al Pacino. In questo caso il doppiaggio italiano ha curato la frase traducendola letteralmente, mentre in Scarface la frase venne cambiata in: «Salutatemi il mio amico Sosa!».
- Nella scena finale del film, in cui Chris D'Amico inizia a tramare la sua vendetta, il giovane criminale dice «Aspetta che si accorgano di me» (in originale «Wait'll they get a load of me»). Si tratta di una citazione del Joker di Jack Nicholson da Batman; anche in questo caso la frase è stata doppiata alla lettera, mentre nel doppiaggio italiano della pellicola di Tim Burton la frase era stata cambiata con «E che scriveranno di me?»

## Altri media
Nel febbraio 2010 fu reso noto al pubblico Kick-Ass: Creating the Comic, Making the Movie, un libro che racconta la realizzazione del film e svela alcuni suoi dietro le quinte.
Sempre nel 2010 è stato messo in vendita, unicamente in formato digitale, il videogioco basato sul film: Kick-Ass (Kick-Ass: The Game), per PlayStation Network e iPhone.
Il videoclip musicale dell'omonimo singolo di Mika e RedOne, Kick Ass (We Are Young) (anch'esso del 2010), contiene numerose scene tratte dal film.

## Sequel
Il seguito, Kick-Ass 2, è uscito nel 2013 ed è stato diretto da Jeff Wadlow.